# Brotherhood (Six Feet Under)
"Brotherhood" es el séptimo episodio de la primera temporada de la serie de televisión dramática estadounidense Six Feet Under. El episodio fue escrito por el coproductor ejecutivo Christian Williams y dirigido por Jim McBride. Se emitió originalmente en HBO el 15 de julio de 2001.
La serie está ambientada en Los Ángeles y retrata la vida de la familia Fisher, que dirige una funeraria, junto con sus amigos y amantes. Explora los conflictos que surgen después de que el patriarca de la familia, Nathaniel, muere en un accidente automovilístico. En este episodio, Fisher & Sons atienden a un hombre que quiere un funeral para su hermano militar, pero no quiere realizar el servicio militar. Mientras tanto, David cuestiona su nuevo papel en la iglesia.
Según Nielsen Media Research, el episodio fue visto por un estimado de 5,33 millones de espectadores en hogares y obtuvo una calificación de hogares de Nielsen de 3,5. El episodio recibió críticas mixtas por parte de los críticos, quienes encontraron los temas demasiado fuertes.

## Trama
El soldado de primera clase Victor Kovitch (Brian Kimmet) envía un registro de video a sus padres desde su base, detallando todas sus actividades. Años después, Víctor ahora está postrado en cama mientras mira el registro de video. Cuando su hermano Paul (Wade Williams) llega con una nueva cinta para ver, se horroriza al saber que Víctor ha muerto a causa del síndrome de la Guerra del Golfo.
Después de decirle que la ama, Nate (Peter Krause) le dice a Brenda (Rachel Griffiths) que se irán de escapada de fin de semana a un spa. Mientras tienen relaciones sexuales, Billy (Jeremy Sisto) entra en la habitación, haciéndolos sentir incómodos. Más tarde, cuando Nate llega para el viaje, decide irse mientras Billy se queda para que Brenda pueda cuidarlo. En una reunión de la iglesia, a David (Michael C. Hall) le informan que necesitan elegir un sacerdote asociado. Entrevista a un sacerdote progresista, el padre Clark (Raphael Sbarge), para un puesto en la iglesia, lo que lo obliga a considerar su propio lugar dentro de la congregación. Clark no consigue el puesto y David habla con el padre Jack (Tim Maculan) sobre el propósito de la iglesia.
Paul se reúne con David y Nate para organizar el funeral de Víctor, después de haber intentado llamar la atención sobre su síndrome de la Guerra del Golfo. Debido a esto, también se niega a prestar el servicio militar porque él y Víctor estaban luchando contra el ejército a cambio de una compensación. Nate pronto descubre que Víctor amaba al ejército y quería un entierro militar, pero nunca quiso causar problemas con su hermano. Cuando le informan a Paul, se derrumba al darse cuenta de lo poco que conocía a su hermano. Ruth (Frances Conroy) lleva a Hiram (Ed Begley Jr.) a cenar con su familia, mientras le anuncia que ha decidido trabajar en una floristería propiedad de Nikolai (Ed O'Ross).

## Producción

### Desarrollo
El episodio fue escrito por el coproductor ejecutivo Christian Williams y dirigido por Jim McBride. Este fue el segundo crédito como guionista de Williams y el primer crédito como director de McBride.

## Recepción

### Audiencia
En su emisión original en Estados Unidos, "Brotherhood" fue vista por un estimado de 5,33 millones de espectadores en hogares, con un rating de 3,5 en hogares. Esto significa que fue visto por el 3,5% de los hogares estimados del país, y fue visto por 3,59 millones de hogares. Este fue un ligero aumento en la audiencia con respecto al episodio anterior, que fue visto por 5,29 millones de espectadores en hogares con una calificación de 3,7 en hogares.

### Reseñas críticas
"Brotherhood" recibió críticas mixtas por parte de los críticos. John Teti, de The AV Club, escribió: "Una pregunta que se repite a lo largo del episodio es si Paul realmente ignora los deseos de Victor o si simplemente elige no reconocerlos por despecho hacia la institución que, a sus ojos, destruyó la vida de su hermano. La terquedad de Paul nos lleva a creer esto último. Sin embargo, resulta que Paul realmente no estaba al tanto y se siente descorazonado al darse cuenta".
Entertainment Weekly le dio al episodio una calificación de "C+" y escribió: "Un tono sermoneador abruma este episodio discreto y en gran parte sin incidentes. Los problemas de Brenda con su hermano necesitado Billy le están quitando tiempo en pantalla a los Fisher; una familia disfuncional es suficiente, gracias". Mark Zimmer de Digitally Obsessed le dio al episodio una calificación de 2 de 5, escribiendo "Este es uno de los episodios más débiles del conjunto, con Nate entrometiéndose excesivamente en la vida personal del fallecido, mejorando todo en un momento empalagoso al estilo Touched by an Angel, totalmente en desacuerdo con el sabor oscuro y cínico de la serie de otra manera".
TV Tome le dio al episodio una calificación de 8 sobre 10 y escribió: "Hablando de David, estoy decepcionado por su decisión de ir con la mayoría moral (pero claramente retrógrada) y vetar la contratación de un joven sacerdote progresista con una actitud liberal que se necesita desesperadamente más en ciertas iglesias y estados de EE. UU. en estos días. Tampoco hace falta ser un genio para descubrir que el padre Jack no solo conoce la sexualidad de David, sino que también es gay, especialmente con su decepción por la decisión de David". Billie Doux de Doux Reviews le dio al episodio 3 de 4 estrellas y escribió: "Con un título como "Hermandad", tenía que ser sobre hermanos. Al comienzo de este episodio, Nate y David todavía estaban peleados. Al final, Nate le dijo a David que lo amaba". Television Without Pity le dio al episodio una calificación de "B".
En 2016, Ross Bonaime de Paste lo clasificó en el puesto 39 en un ranking de episodios de la serie y escribió: "Fiel a su título, este episodio se centra especialmente en el amor entre hermanos. Nate lucha por un soldado con síndrome de la Guerra del Golfo para conseguir el funeral que quería, pero su hermano se niega a darle. También, finalmente, le dice a David que lo ama después de semanas de discusiones. Nate también le dice a Brenda que la ama, y su creciente vínculo hace que Billy caiga en picada. Pero también es un episodio sobre el futuro, ya que Ruth continúa su relación con Hiram, David hace lo que cree que es mejor para la iglesia y Claire comienza a sopesar sus opciones para la siguiente fase de su vida. "Brotherhood" se destaca como un episodio de la primera temporada que realmente establece cómo actuarán estos personajes que estamos empezando a amar de ahora en adelante: Nate defenderá una causa, David también lo hará, solo que de manera más conservadora, y Claire continuará tratando confusamente de descubrirse a sí misma".